# Sant Pere dels Forcats
Sant Pere dels Forcats (en francès Saint-Pierre-dels-Forcats) és una comuna catalana, a la comarca de la Cerdanya. Administrativament, pertany a l'Estat francès. Es troba prop del coll de la Perxa, pas natural entre la Cerdanya i el Conflent.
La dita diu: «A Sant Pere són boniquetes, a Bolquera ja no tant, i a Planès, la flor del ram».

## Etimologia
La menció més antiga de Sant Pere dels Forcats es remunta al segle IX; s'hi fa esment de "Sancti Petri in Portu Inforcatos" és a dir Sant Pere en el coll dels encreuaments, que fa referència al fet que confluïen almenys dos camins importants: l'antiga via, d'època romana, de Conflent i Cerdanya, i la que es dirigia a Rasès; aquest lloc és el que ara s'anomena Coll de la Perxa, que en aquella època pertanyia al seu territori, com tota l'actual comuna de la Cabanassa.

## Geografia

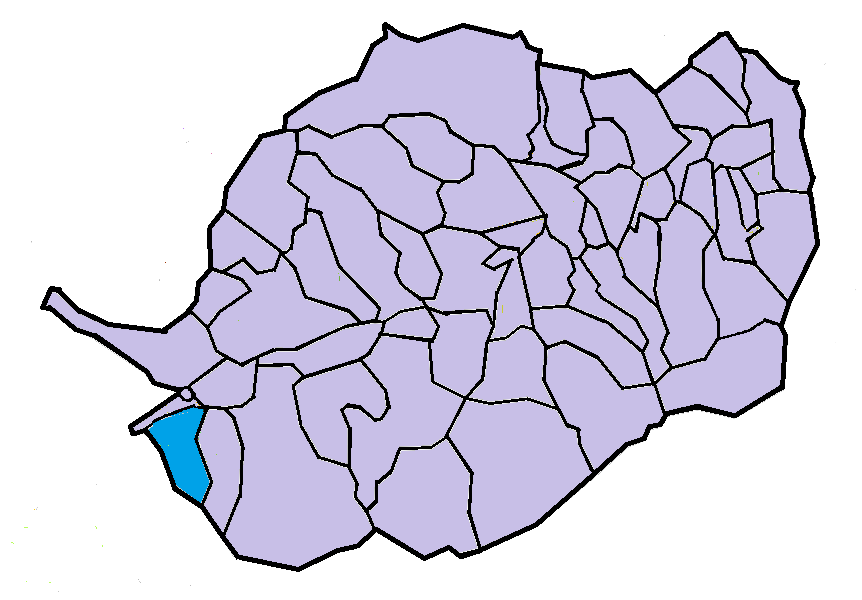
Sant Pere dels Forcats a dins de la comarca del Conflent

### Localització i característiques generals del terme
El terme comunal de Sant Pere dels Forcats, de 128.100 hectàrees d'extensió, és situat a l'extrem occidental de la comarca, al límit amb l'Alta Cerdanya. És íntegrament a la dreta de la Tet, que arriba a tocar breument a l'extrem nord-est del terme comunal, a la zona de la Cassanya.
El terme és allargassat de nord a sud, amb els límits meridionals convergents en forma de punxa en el Cambra d'Ase, muntanya de 2.724,5 m alt que domina tot el terme, al sud, i considerablement eixamplat al nord des de molt a prop del Coll de la Perxa fins a la Tet. Està constituït bàsicament per un contrafort septentrional del Cambra d'Ase, on hi ha el Pla del Cambra d'Ase, amb l'Estació d'Esquí de Sant Pere dels Forcats, que, juntament amb la d'Eina, és aanomenada Espai Cambra d'Ase i el Bosc Comunal de Sant Pere dels Forcats, al centre i sud de la comuna, i al nord s'hi troben la població nova de Sant Pere dels Forcats, nascuda a ran de l'activitat de l'esquí, i, finalment, al nord del terme, el poble vell de Samt Pere dels Forcats. A la dreta, llevant, d'aquest llarg contrafort es troba la vall del Rec del Molí, íntegrament dins d'aquest terme comunal, que s'aboca en la Tet a l'extrem nord-est de la comuna, i a l'esquerra, ponent, la vall del Rec de Fontfreda, que discorre de sud a nord paral·lel al termenal amb Eina, de l'Alta Cerdanya i s'aboca, a l'extrem nord-oest del terme, en el Rec de la Perxa, que prové del coll d'aquest nom, en terme de la Cabanassa, i marca bona part del límit entre els dos termes comunals, on és conegut com el Jardó. Aquest riu s'aboca en la Tet a l'extrem nord-oriental del terme de Sant Pere dels Forcats.
A l'est, termenal amb Planès, des del Cambra d'Ase la línia davalla cap al nord-est de primer, després cap al nord, cap al Puig de l'Home Mort, de 2.506,3, el Puig de Fontseca, de 2.323, la Mata Clara, de 1.520,9, sempre seguint carenes dels contraforts dels cims abans esmentats, fins que arriba a la llera de la Tet a 1.314,1 metres d'altitud. Al sud-oest i oest, termenal amb Eina i, per tant, amb l'Alta Cerdanya, des del Cambra d'Ase baixa cap al Cim del Ras, vers els 2.600, seguint un contrafort cap al nord-oest, després cap a la Soca, al voltant de 2.250, el Cim de Fontfreda i el Serrat de Fontfreda, Roques Blanques, cap als 1.900, passa pel costat de llevant de les instal·lacions de l'estació d'esquí Espai Cambra d'Ase dins del terme d'Eina, sempre seguint una petita carena secundària, però que igualment fa de termenal, tot i que a partir d'Eina 2.600, és ja pràcticament en el pla. Al cap de poc arriba al Rec de Sant Joan de la Perxa, a 1.600 m alt, on travessa també la carretera D - 33, fins que arriba a tocar per segon cop aquest mateix rec, que mentrestant ha fet una girada dins del terme de Sant Pere dels Forcats, i travessa pel nord la Plana de Sant Joan, sense seguir cap límit natural, fins a arribar al sud de les primeres cases de la Cabanassa, on el termenal va a cercar el curs del Jardó, que ja seguirà cap a llevant fins que aquest riu s'aboca en la Tet, a 1.348,5 m alt, sempre deixant al nord el poble de la Cabanassa.
Sant Pere dels Forcats forma part del Parc Natural Regional dels Pirineus Catalans. Dins del terme hi ha una part del Bosc Estatal del Camí Ramader i el Bosc Comunal de Sant Pere dels Forcats. A causa de la seva altitud mitjana, que supera els 1.600 metres, Sant Pere dels Forcats té clima i vegetació d'alta muntanya, però és curiós que des del poble s'arriba a albirar, al fins del tot de la vall de la Tet, la mar Mediterrània.
El terme comunal de Sant Pere dels Forcats està inclòs en el Parc Natural Regional del Pirineu Català.
Termes municipals limítrofs:
|                      | La Cabanassa | Sautó  |
| Eina (Alta Cerdanya) |              | Planès |
|                      |              |        |

### Sant Pere dels Forcats

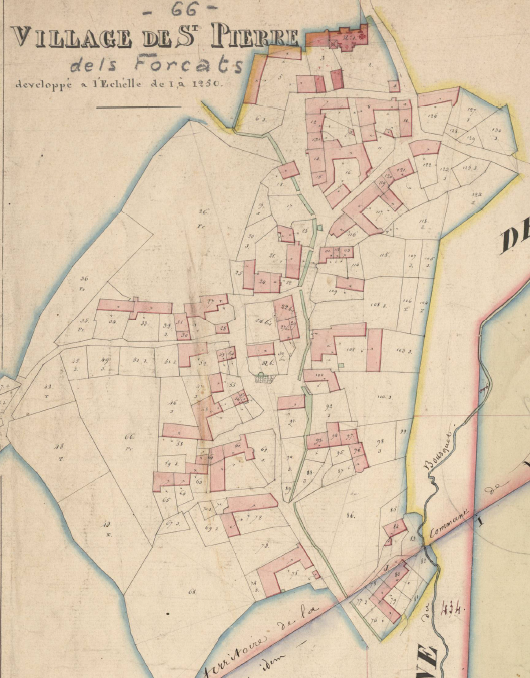
Sant Pere dels Forcats en el Cadastre napoleònic del 1812 (Arxius Departamentals dels Pirineus Orientals)

El poble de Sant Pere dels Forcats és al nord del seu terme, a 1.560 m alt, allargassat a banda i banda de la carretera de Planès, anomenada Carrer Gran, amb l'església parroquial de Sant Pere dels Forcats i el cementiri a l'extrem nord de la població. És en el Pla de la Perxa, a llevant del Coll de la Perxa. Inicialment d'extensió molt reduïda, ha vist com creixia en els seus extrems nord-est, sud i sud-est, i amb l'afegitó d'un modern lloc d'estiueig, el Molí del Riu

### Riufred, o Molí del Riu
Riufred, ara anomenat Molí del Riu, situat a uns 750 metres a migdia del poble vell, a prop als peus dels telesquís de l'estació d'esquí de l'Espai Cambra d'Ase. El lloc és documentat des de l'any 1010 ( villare Rivofredo) i el 1267 (villa et castrum de Rivofrigido); modernament se l'ha anomenat el Molí i el Molí del Cosme.

### Estació d'esquí de Sant Pere dels Forcats
Situada al sud-oest del poble cap de la comuna, en un replà del contrafort nord del Cambra d'Ase, l'Estació d'esquí de Sant Pere dels Forcats compta amb el Telecadira del Molí i cinc telesquís: el de Fontfreda, el de Font Petita, el del Clot de les Gençanes, el del Pla i el del Riu.

### Els masos del terme
En el terme de Sant Pere dels Forcats a penes hi ha masos dispersos. Tan sols Cal Colomer, abans Cal Blanquer, i Cal Busa, que ja no existeix: és un nom antic, i la Soca, que és en ruïnes. També hi ha dos molins, el del Riu i el del Cosme. Entre les construccions aïllades, cal tenir en compte el Pontet de la Rusclaina i el Pontet del Bosquet.

### Hidrònims
Sempre amb la Tet com a riu de referència, a Sant Pere dels Forcats es troben dos dels seus afluents per la dreta; tots dos hi van a parar a poca distància un de l'altre. Més a ponent, el Jardó, que recull les aigües del sector oest del terme, i el Rec del Molí, antigament anomenat Riu Fred, que recull les del sector est. El primer, a més, recull les aportacions del Rec de Sant Joan de la Perxa, el del Bosquet i el de la Perxa. De fonts, en aquest terme n'hi ha poques de significatives: l'Aiguaneix, que és una font captada, la Font del Pla del Botasset, la dels Isards i la Font Freda. Pel que fa a canals d'irrigació, hi ha el Rec d'Amunt, el del Bac del Mig i el del Molí.

### Orònims
Els espais geogràfics específics i noms de formes de relleu del terme de Sant Pere dels Forcats es poden classificar en obagues, com el Bac de Dalt i el Bac del Mig; boscs, com el Bosc Comunal de Sant Pere dels Forcats, el Bosc Estatal del Camí Ramader, el Bosc Negre i el Bosquet; clots, com el Clot de Rodes i els Reclots; colls, com la Collada del Clot de Rodes, la Collada dels Cerdans; comes, com la Coma de Sant Joan de la Perxa, els Comalls, o Escomalls, la Coma Molada i les Comes; costes, com la Costa; muntanyes, com el Cambra d'Ase, abans Cambres d'Assens, la Mata Clara, el Puig o Cim de Fontseca i el Puig de l'Home Mort; planes, com el Pla del Botasser, el Pla de Cambra d'Ase, el Pla dels Camps Grans, la Plana de Sant Joan; serres i serrats, com el Serrat de Coma Fosca, el de Fontfreda, el de Fontseca, el de la Cistella, el de la Pedrera, el del Cambra d'Ase, el de les Saleres, i solanes, com el Solà del Molí.

### El terme comunal
Les partides i indrets destacats del terme comunal són l'Artiga de la Carretona, Cambra d'Ase, els Campassos, els Camps de Polit, els Camps de Rec Amunt, els Camps Grans, Castell Moltó, o les Molleres, el Cim de la Collada dels Cerdans, la Collada dels Cerdans, el Coll del Batlle, les Creus, les Escroelles, els Fontanals, Font d'Alba, Font de l'Ós, Fontfreda, Fontmanya, l'Home Mort, la Jaça, la Jaceta, Lots de la Rusclaina, Lots de Pallerols, la Mata Clara, la Mata del Ferrer, la Mata de Tossals, el Molí, Opilleres, els Pastorals, Riufred (nom antic), Roca Roja, les Rodones, Roques Blanques, la Rusclaina i Ventre de Rodes. Quer Enegó és un nom antic no localitzat, avui dia.
Alguns topònims indiquen senyals termenals, com el Cim de Fontfreda, la Creu de la Collada dels Cerdans, la Creu del Camí de Cerdanya, la Creu del Camp del Blanquer, les Creus del Moscador de Sant Pere, el Piló del Cim del Ras, el Piló del Serrat de Coma Fosca, el Piló del Serrat de Fontfreda, el Piló del Serrat de Cambra d'Ase, Roca Punxuda, Roca Rimera, Roc del Serrat de les Saleres, Roques Blanques i el Serrat de la Cistella.

## Transports i comunicacions

### Carreteres
Una sola carretera local arriba a Sant Pere dels Forcats: la D - 32 (La Cabanassa - Planès), que uneix aquestes dues poblacions amb la de Sant Pere dels Forcats, que és enmig. Sant Pere dels Forcats dista 1,8 quilòmetres de Planès i 1 de la Cabanassa. Montlluís és a 1,5.

### Ferrocarril
El Tren Groc, Vilafranca de Conflent - la Tor de Querol travessa l'extrem nord-est del terme comunal de Sant Pere dels Forcats, però no hi té cap estació pròpia. És la línia 12 TER Llenguadoc Rosselló. Les més properes són l'Estació de Planès i la de la Cabanassa, la segona de molt més fàcil accés que la primera. En el tram dins d'aquest terme passa pel Túnel de Sant Pere dels Forcats, de 65 metres de llarg, i pel Viaducte del Jardó, de 88, que és damunt del Jardó i, alhora, del termenal entre Sant Pere dels Forcats i la Cabanassa.

### Transport públic col·lectiu
Sant Pere dels Forcats només disposa del TAD (Transport à la demande), com tots els altres pobles petits del Conflent. Tanmateix, la proximitat de Montlluís i la Cabanassa permet als seus habitants d'accedir a mitjans públics de transport, com la línia 260 de Le bus à 1 €.

### Els camins del terme
Els camins que uneixen Sant Pere dels Forcats amb els termes i pobles veïns són el Camí d'Eina, el Camí o Ruta de la Cabanassa, el Camí de la Costa de Montlluís, el Camí o Ruta de Planès, el Camí de Planès a la Cabanassa, el Camí Ral, o Camí Ral de Cerdanya, la Carrerada dels Tossals, el Torn de Cerdanya, GR - 36, la Travessa de la Cabanassa, la Travessa de Planès, o Camí dels Escomalls. A part, hi ha el Tren Groc. D'altres camins enllacen indrets a dins del territori comunal: Camí de Castell Moltó, Camí de Fontmanya, Camí de la Font de l'Ós, o del Bosquet, Camí del bac de Dalt, Camí del Bosc, Camí del Bosquet, Camí del Cambra d'Ase i Camí del Rec.

## Història

### Edat mitjana
La Parròquia dels Forcats procedia de la primitiva donació feta per la comtessa Ermessenda, vídua de Sunifred, i els seus fills, Radulf, comte de Besalú, i Miró, comte de Conflent, amb la muller del darrer, Quíxol, a Sant Andreu d'Eixalada, que passà després a Sant Miquel de Cuixà l'any 885 (ap. 62). En el document s'especifica molt bé el que es donà:
| « | in portu Inforcatus donamus ipsam ecclesiam Sancti Petri cum decimis et primitiis et omnibus oblationibus sibi pertinentibus; et affrontat ipsa parrochia Sancti Petri de una parte in campo Agreval, de alia in chero Ennegone, de tertia in Catella pendenta, de quarta in rivo Bolcharia, de quinta in strata Francisca superiore usque in grado Redese, et sic tendit per ipsa Tete. | » |

Es tracta, doncs, de la propietat de l'església i dels seus drets parroquials en el terme que s'assenyala; no hi ha heretat adjunta de cap mena.
Aquesta idea la tradueixen molt bé els inventaris de les butlles del 950 i del 968 (aps. 73 i 94), així com els preceptes del 952 i del 958 (aps. 76 i 86), que parlen sempre exclusivament de l'església o parròquia de Sant Pere dels Forcats i en tot cas afegeixen, com el precepte del 958, «amb els seus delmes».
D'altra banda, el 965 Sunifred de Cerdanya donava a Santa Maria d'Arles els llocs del Vilar d'Ovança (l'actual Montlluís), i els mas de Pujol, el vilar de Casales (que corresponen a l'actual la Cabanassa) i el de vilar de Bolquera.
A diferència de les parròquies de l'Alta Cerdanya, que pertanyien al Bisbat d'Urgell, Sant Pere dels Forcats era del Bisbat d'Elna, que arribava fins al Coll de la Perxa, incloent-hi també Planès.

## Demografia
El 1886 el poble va tenir el seu màxim de població amb 336 habitants. Després de la primera guerra mundial i la crisi agrícola la població va anar disminuint. El 1968 hi havia 114 habitants i després, a ran de les noves activitats relacionades amb el turisme hivernal, es va anar recuperant lentament fins als 272 habitants l'any 2016. Nogensmenys, la població augmenta considerablement els mesos d'estiu i hivern a causa del turisme.

### Demografia antiga
La població està expressada en nombre de focs (f) o d'habitants (h)
| 63 f | 10 f | 5 f | 9 f | 91 f | 32 f | 212 h | 50 f | 130 h | 36 f |

(Fonts: Pélissier, 1986.)
Nota:
1358: per a Sant Pere dels Forcats i tres pobles de Cerdanya.

### Demografia contemporània
| Evolució de la població |      |      |      |      |      |      |      |      |
| 1793                    | 1800 | 1806 | 1821 | 1831 | 1836 | 1841 | 1846 | 1851 |
| 260                     | 178  | 206  | 242  | 278  | 300  | 255  | 298  | 323  |

| 1856 | 1861 | 1866 | 1872 | 1876 | 1881 | 1886 | 1891 | 1896 |
| ---- | ---- | ---- | ---- | ---- | ---- | ---- | ---- | ---- |
| 313  | 305  | 310  | 318  | 322  | 316  | 336  | 337  | 311  |

| 1901 | 1906 | 1911 | 1921 | 1926 | 1931 | 1936 | 1946 | 1954 |
| ---- | ---- | ---- | ---- | ---- | ---- | ---- | ---- | ---- |
| 311  | 307  | 303  | 207  | 182  | 165  | 152  | 162  | 138  |

| 1962 | 1968 | 1975 | 1982 | 1990 | 1999 | 2005 | 2010 | 2015 |
| ---- | ---- | ---- | ---- | ---- | ---- | ---- | ---- | ---- |
| 119  | 114  | 166  | 156  | 185  | 213  | 261  | 267  | 49   |

Fonts: Ldh/EHESS/Cassini fins al 1999, després INSEE a partir deL 2004

### Evolució de la població

Població 1962-2008

## Administració i política

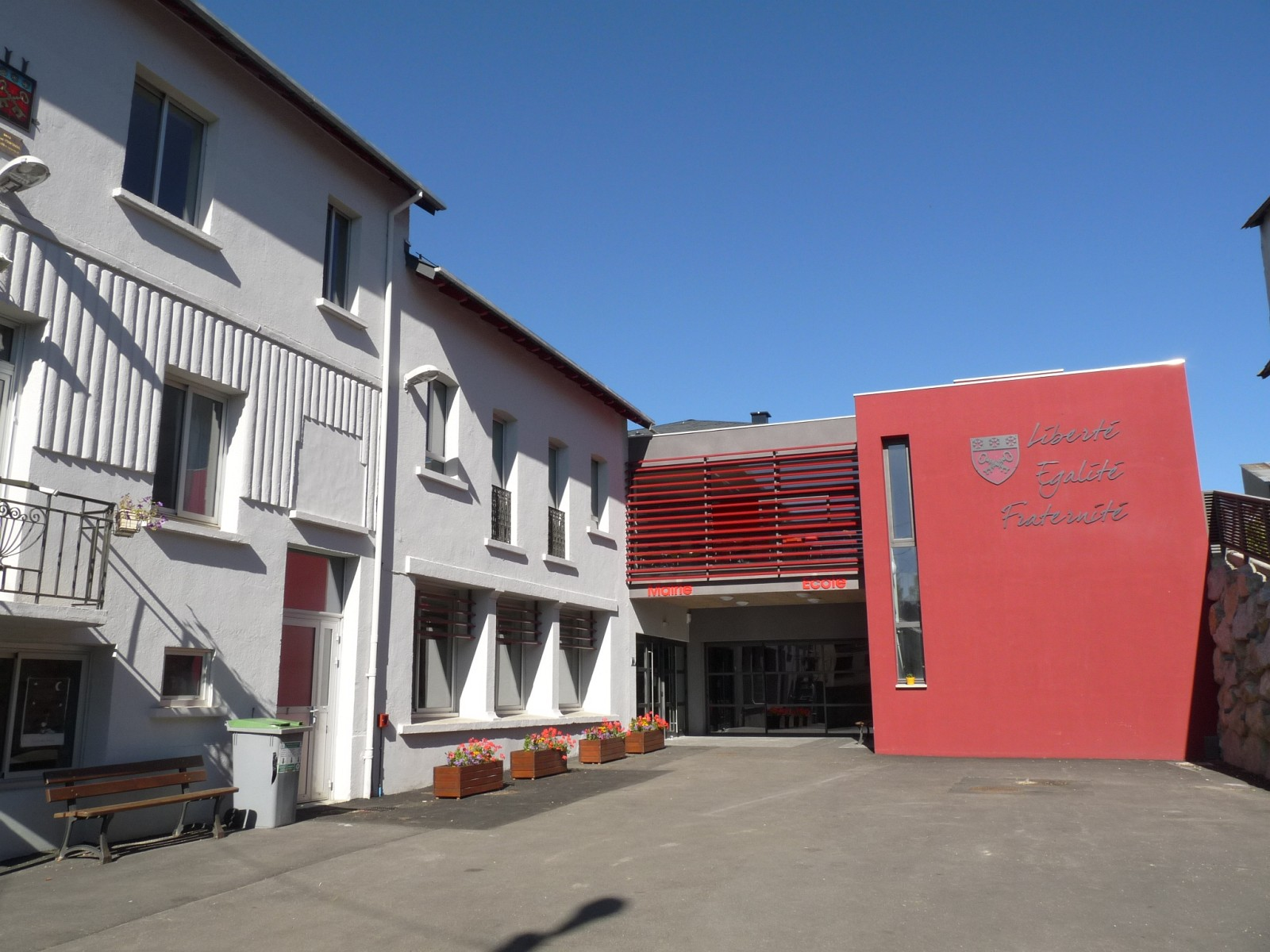
Casa del Comú de Sant Pere dels Forcats

### Batlles
| Batlle            | Període                       |
| ----------------- | ----------------------------- |
| Jean-Luc Molinier | Març del 2001 - Moment actual |

### Legislatura 2014 - 2020

#### Batlle
- Jean-Luc Molinier.

#### Adjunts al batlle[11]
- 1a:
- 2n:
- 3r: .

#### Consellers municipals
- Pierre Blanque
- Jean-Pierre Bono
- Joëlle Cazeilles
- Vinçent Echard
- Claude Gaurenne
- Julie Gosset
- Sarah Mignard
- Henri Palau
- Sandrine Palau
- Antoine Rodriguez.

### Adscripció cantonal

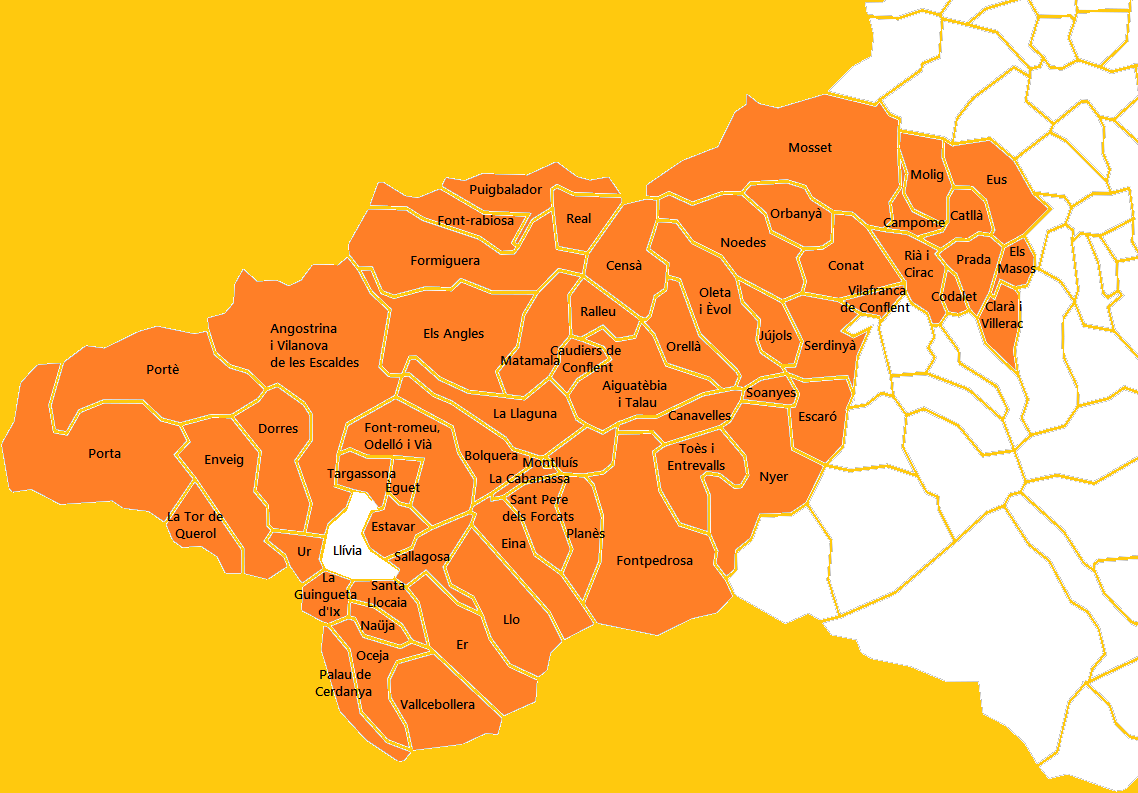
Mapa del Cantó dels Pirineus Catalans

A les eleccions cantonals del 2015 Sant Pere dels Forcats ha estat inclòs en el cantó número 13, dels Pirineus Catalans, que inclou els pobles d'Angostrina i Vilanova de les Escaldes, Bolquera, Dorres, Èguet, Eina, Enveig, Er, Estavar, Font-romeu, Odelló i Vià, la Guingueta d'Ix, Llo, Naüja, Oceja, Palau de Cerdanya, Porta, Portè, Sallagosa, Santa Llocaia, Targasona, la Tor de Querol, Ur i Vallcebollera, de la comarca de l'Alta Cerdanya, els Angles, Font-rabiosa, Formiguera, Matamala, Puigbalador i Ral, de la del Capcir, i les viles de Montlluís, Prada i Vilafranca de Conflent i els pobles d'Aiguatèbia i Talau, la Cabanassa, Campome, Canavelles, Catllà, Caudiers de Conflent, Censà, Clarà i Villerac, Codalet, Conat, Escaró, Eus, Fontpedrosa, Jújols, la Llaguna, Els Masos, Molig, Mosset, Noedes, Nyer, Oleta i Èvol, Orbanyà, Orellà, Planès, Ralleu, Rià i Cirac, Sant Pere dels Forcats, Sautó, Serdinyà, Soanyes i Toès i Entrevalls, de la del Conflent, amb capitalitat a Prada. Són conselleres per aquest cantó Jean Castex i Hélène Josende, de la Unió de la Dreta.

### Serveis comunals mancomunats
Sant Pere dels Forcats forma part de la Comunitat de comunes dels Pirineus Catalans, amb capitalitat a la Llaguna, juntament amb Aiguatèbia i Talau, els Angles, Bolquera, la Cabanassa, Caudiers de Conflent, Censà, Eina, Font-romeu, Odelló i Vià, Font-rabiosa, Formiguera, la Llaguna, Matamala, Montlluís, Planès, Puigbalador, Ralleu, Real i Sautó.

## Ensenyament i Cultura
L'escola de Sant Pere dels Forcats forma part actualment d'un agrupament pedagògic intercomunal entre la Llaguna, Sant Pere dels Forcats, Montlluís i la Cabanassa. A cadascun dels tres darrers pobles hi ha una secció maternal. L'escola elemental està repartida entre Sant Pere dels Forcats per al nivell més baixa, el primari, Montlluís per al primer curs d'elemental i la Llaguna per al segon d'elemental; a la Cabanassa hi ha els dos cursos d'ensenyament mitjà. L'escola és al poble mateix, a la carretera de Montlluís.
Per a continuar els seus estudis, els joves i adolescents de Sant Pere dels Forcats poden assistir també a les escoles primàries de Bolquera, la Cabanassa, Fontpedrosa, Font-romeu o Montlluís. Per a la secundària, als col·legis de Font-romeu, la Guingueta d'Ix o Oceja, i per al batxillerat, els liceus de Font-romeu o la Guingueta d'Ix.

## Llocs d'interès
- A la comuna hi ha l'estació d'esquí Espace Cambre d'Aze.

## Persones il·lustres
- Denis Llorenç Delcasso (1739-?)